# Muerte y vida
Muerte y vida är ett studioalbumet av det spanska progressiva power metal-bandet Avalanch. Det släpptes 2006 av skivbolaget Santo Grial Records.

## Låtlista
1. "Ángel de la muerte" – 6:36
2. "Muerte y vida" – 5:23
3. "Pies de barro" – 5:31
4. Hoy te he vuelto a recordar" – 5:27
5. "Aprendiendo a perder" – 5:50
6. "Otra vida" – 5:52
7. "Caminar sobre el agua" – 6:01
8. "Quién soy" – 4:44
9. "Sombra y ceniza" – 5:31
10. "La prisión de marfil" – 4:39
11. "Bajo las flores" – 6:24

Text & musik: Alberto Rionda

## Medverkande
Musiker (Avalanch-medlemmar)
- Alberto Rionda – sologitarr
- Ramón Lage – sång
- Dany León – rytmgitarr
- Francisco Fidalgo – basgitarr
- Marco Álvarez – trummor
- Roberto Junquera – keyboard

Produktion
- Alberto Rionda – producent, ljudtekniker, ljudmix, mastering
- Luis Royo – omslagskonst